# Dieter Roser
Dieter Roser (* 21. Mai 1911 in Esslingen; † 8. Dezember 1975 in Stuttgart) war ein deutscher Politiker (SPD).

## Werdegang
Dieter Roser war der Sohn von Julius und Hermine Roser (geb. Kuhn) und verbrachte seine Kindheit und Jugend in Feuerbach, wo sein Vater als Kaufmann in der familiengeführten Lederfabrik C. F. Roser tätig war. Nach dem Abitur 1929 begann er eine Kaufmannslehre in Hamburg, die er zugunsten eines Studiums der Pädagogik und Philosophie 1930 u. a. bei Erich Weniger aufgab. Dem Lehrerexamen 1933 schloss sich ein Zweitstudium der Pädagogik, Philosophie und Kunstgeschichte in Tübingen an, das Roser mit der Dissertation „Erziehung und Führung, Versuch über Sokrates und Platon“ 1936 als Dr. phil. abschloss. Im gleichen Jahr heiratete er Irmtrud Straßburg. Am 13. November 1937 beantragte er die Aufnahme in die NSDAP, seine Aufnahme wurde aber abgelehnt.

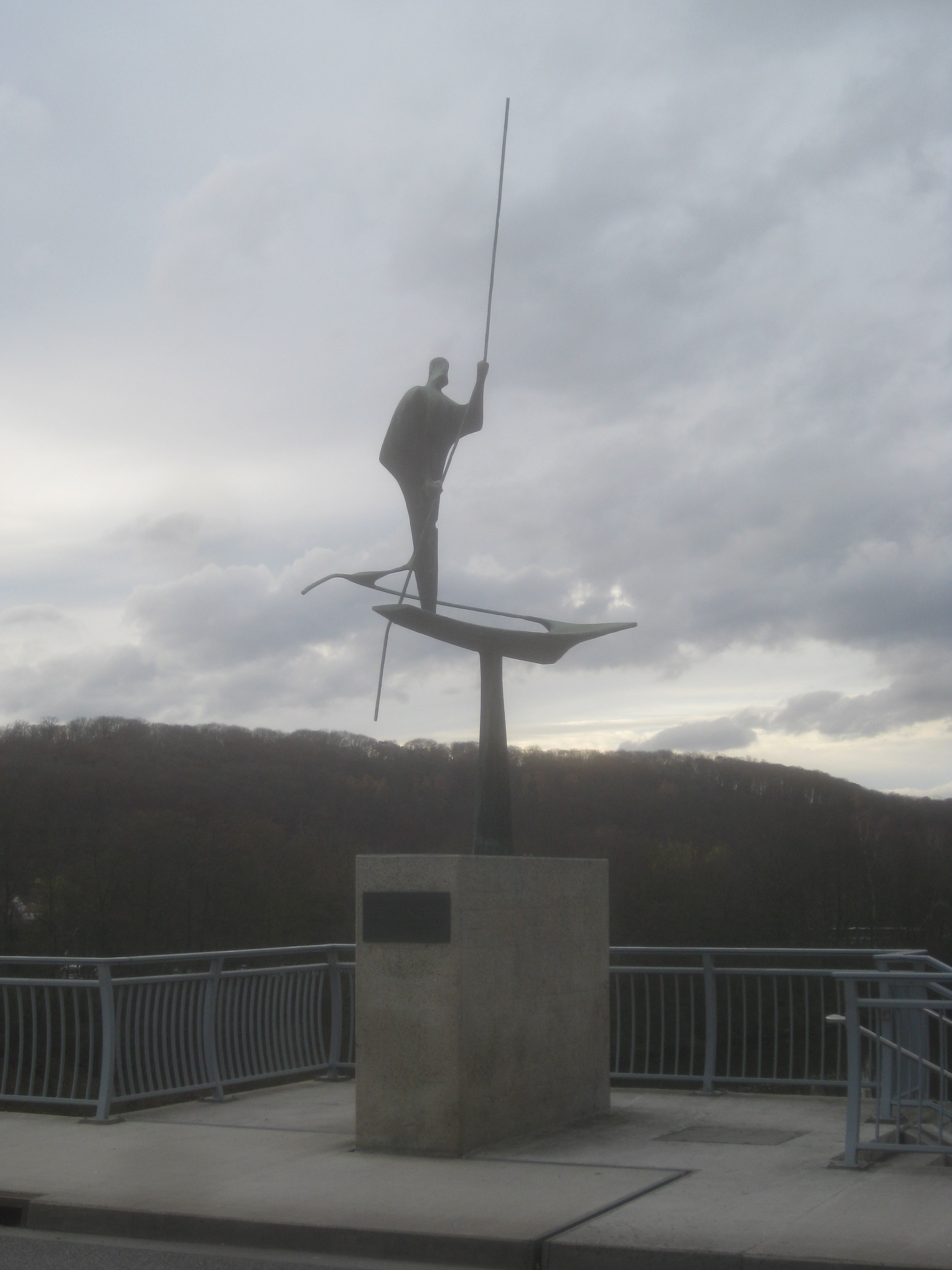
Dieter-Roser-Brücke. Fährmann 1956. Skulptur von Bernhard Heiliger.

Von 1936 bis 1939 arbeitete er in der Feuerbacher Firma G. J. Schober – an der der Vater zwischenzeitlich Teilhaber war – bis er 1939 zur Wehrmacht eingezogen wurde und bis 1945 überwiegend in Frankreich stationiert war. Seine 1946 erschienene Übersetzung von Charles Baudelaires „Le Spleen de Paris“ entstand in dieser Zeit.
Am 27. Februar 1969 wurde Roser mit 62 von 77 Stimmen vom Landtag von Baden-Württemberg als Nachfolger des verstorbenen Max Ehrhardt zum Richter in der Gruppe „ohne Befähigung zum Richteramt“ am Staatsgerichtshof für das Land Baden-Württemberg gewählt. Er wurde am 18. Juni 1970 mit 77 von 89 Stimmen vom Landtag in diesem Amt bestätigt. Er amtierte bis zu seinem Tod im Dezember 1975. Zu seiner Nachfolgerin wurde Gisela Freudenberg gewählt.

## Politische Arbeit
Nach Kriegsende 1945 wurde Roser von Carlo Schmid in die Kultusverwaltung Württemberg-Hohenzollern nach Tübingen geholt, wo er ihn mit dem Aufbau der Lehrer- und Erwachsenenbildung in der französischen Besatzungszone betraute.
Bei der regionalen Neugründung der SPD 1946 in Reutlingen wurde er in den Parteivorstand und kurz darauf in den Tübinger Kreistag gewählt. 1946/1947 gehörte er der Beratenden Landesversammlung des Landes Württemberg-Hohenzollern an. Bei der ersten Landtagswahl 1948 errang er das Mandat des Kreises Calw und blieb bis 1948 stellvertretender Fraktionsvorsitzender der SPD. Von 1948 bis 1966 bekleidete er das Amt des Oberbürgermeisters von Esslingen am Neckar und war in dieser Position maßgeblich am Wiederaufbau und der Neuordnung der Stadt nach dem Krieg – darunter die Eingliederung von mehr als 30.000 Flüchtlingen und Vertriebenen verantwortlich.
Bei seiner ersten Wahl 1948 setzte sich Roser gegen Amtsinhaber Fritz Landenberger sowie Wolfgang Mülberger durch.
Eines seiner großen Anliegen in dieser Zeit war die internationale Verständigung, die zu zahlreichen Städtepartnerschaften führte (u. a. mit Norrköping,  Schiedam, Sheboygan,  Udine und Vienne) und die er seit 1952 auch als Präsidiumsmitglied der Europa Union vorantrieb. 1966 trat er wieder zur Oberbürgermeisterwahl an, verlor jedoch bereits im ersten Wahlgang gegen Eberhard Klapproth.
Mit der „Dieter-Roser-Brücke“ über den Neckar würdigte die Stadt Esslingen die Verdienste seiner 18-jährigen Tätigkeit für die Stadt.
Von 1971 bis 1975 stand er als Ministerialdirektor an der Verwaltungsspitze des Innenministeriums Baden-Württemberg und war in dieser Position Mitgestalter der Verwaltungs- und Gebietsreform in Baden-Württemberg sowie der Verhandlungen der Bodensee-Sanierung mit den Anrainerstaaten.
Er starb im Dezember 1975 in Stuttgart. Seine letzte Ruhestätte fand er auf dem Friedhof in Stuttgart-Feuerbach.

## Veröffentlichungen
- Dieter Roser: Erziehung und Führung, Versuch über Sokrates und Platon. Kohlhammer Verlag, Stuttgart 1936.
- Dieter Roser: Pädagogische Grundfragen. Neckarverlag, Villingen-Schwenningen 1948.
- Dieter Roser: Der Mut zur Verantwortung (= Reihe Besinnung. Band 2). Stuttgart 1946.
- Dieter Roser: Sozialismus und Humanität (= Reihe Besinnung. Band 9). Stuttgart 1946.
- Dieter Roser: Ist die SPD Weltanschauungspartei (= Sozialistische Monatshefte. Band 4). Stuttgart 1948.

### Übersetzungen
- Charles Baudelaire: Le spleen de Paris. Wunderlich Verlag, Tübingen-Stuttgart 1946 (französisch: Le spleen de Paris. Übersetzt von Dieter Roser).